# Паламу
Паламу (хинди पलामू जिला; англ. Palamu) — округ в индийском штате Джаркханд. Административный центр — город Далтонгандж. Площадь округа — 8705 км². По данным всеиндийской переписи 2001 года население округа составляло 2 098 359 человек. Уровень грамотности взрослого населения составлял 44,9 %, что ниже среднеиндийского уровня (59,5 %). Доля городского населения составляла 6 %.